# إيميت كيلي
إيميت كيلي (بالإنجليزية: Emmett Kelly)‏ هو لاعب سيرك ‏ أمريكي، ولد في 9 ديسمبر 1898 في سيدان في الولايات المتحدة، وتوفي في 28 مارس 1979 في ساراسوتا في الولايات المتحدة بسبب نوبة قلبية.

## وصلات خارجية
- إيميت كيلي على موقع IMDb (الإنجليزية)
- إيميت كيلي على موقع الموسوعة البريطانية (الإنجليزية)
- إيميت كيلي على موقع الموسوعة البريطانية (الإنجليزية)
- إيميت كيلي على موقع إن إن دي بي (الإنجليزية)
- إيميت كيلي على موقع قاعدة بيانات الفيلم (الإنجليزية)